# Truca quan arribis
Truca quan arribis és un concurs televisiu de telerealitat d'aventures produït per El Terrat i difós a través de la plataforma 3Cat, estrenat el 14 de març del 2024. Presentat per Jordi Cruz, conegut pel seu paper com a presentador del programa de manualitats Art Attack de Disney Channel, el programa compta amb un pressupost de 404.722 euros. L'objectiu de la primera temporada és posar a prova les habilitats dels participants en un entorn com el desert d'Atacama, a Xile, amb la possibilitat de guanyar un premi final de 6.000 euros.
El programa es va emetre setmanalment tant a través de la plataforma 3Cat com del canal EVA adreçat al públic juvenil.

## Funcionament
El programa se centra en tres parelles de joves creadors de contingut digital. Aquests concursants han d'afrontar diversos reptes que posen a prova tant les seves habilitats físiques com interpretatives. La competitivitat i la col·laboració en equip són elements clau en el desenvolupament del programa, però també s'explora la capacitat dels participants per trobar buits legals dins les normes establertes. A cada episodi, els concursants acumulen punts en funció de les proves superades, amb l'objectiu final de ser els guanyadors i endur-se el premi en efectiu.

## Llista de concursants
- Charlie Pee, humorista i guionista.[5][6]
- Mariona Pujol, creadora de contingut.
- Guillem Viladoms, tiktoker i cantant.
- Sonia Suamor, tiktokera i reportera.
- Sergio Jurado, youtuber valencià.
- Koko DC, futbolista i youtuber.